# Septembre 1829

## Événements
- Le ministre français des Affaires étrangères Polignac propose un partage de la Turquie : la Serbie et la Bosnie-Herzégovine à l’Autriche, les provinces danubiennes et un secteur au sud du Caucase à la Russie. L’Empire ainsi réduit serait donné au roi des Pays-Bas dont les États seraient partagés entre la Prusse, au nord, et la France, au sud du Rhin. Mais le tsar Nicolas Ier de Russie refuse d’entendre parler de toute rectification des frontières de la France, même après la proposition de l’Autriche. Polignac fait alors un autre plan : le roi de Saxe viendrait remplacer le roi des Pays-Bas partant pour Constantinople, laissant son royaume au roi de Prusse ; les colonies néerlandaises iraient à la Grande-Bretagne. Une dernière variante donne au tsar en plus des principautés, la Roumélie au sud du Danube. La France aurait les anciens départements belges. L’opposition de la Prusse amène l’abandon du projet le 3 janvier 1830.

- 14 septembre : traité d’Andrinople.
  - la Russie annexe les bouches du Danube, Anapa et Poti sur la côte orientale de la mer Noire, des districts d’Akhalkalaki et d’Akhaltsikhe dans le Caucase.
  - La Russie obtient l’autonomie des principautés moldo-valaques. La Porte restitue à la Valachie les trois raïas de Braïla, Turnu et Giurgiu, rétablissant la frontière au Danube. Elle proclame la liberté du commerce pour toutes les marchandises, institue la libre circulation sur le Danube. L’occupation russe est maintenue jusqu’au règlement des dommages de guerre (mars 1834).
  - La Serbie devient une principauté autonome héréditaire dirigée par le prince Milos Obrenovic (fin en 1839).
  - La Grèce reste un État vassal de la Turquie.
  - Libre passage des Détroits par les navires de commerce.

- 28 septembre, États-Unis : The Walker’s Appeal, pamphlet antiesclavagiste de David Walker est publié à Boston dans le Freedom’s journal. La tête de Walker est mise à prix par l’État de Géorgie et il est assassiné le 28 juin 1830.

- 29 septembre : Metropolitan Police Act : Sir Robert Peel réorganise la police londonienne et ses policiers reçoivent le surnom de « Bobbies ».

## Naissances
- 6 septembre : Harfenjule (morte le 7 janvier 1911), chanteuse de rue à Berlin
- 7 septembre :
  - Ferdinand Vandeveer Hayden (mort en 1887), géologue américain.
  - Friedrich Kekulé von Stradonitz (mort en 1896), chimiste organicien allemand.
- 23 septembre : Heinrich Ludwig Hermann Müller (mort en 1883), botaniste et zoologiste allemand.

## Décès
- 12 septembre : Père Juan Ignacio Molina, prêtre jésuite et naturaliste chilien (° 1740).